# ميراكيولوس: مغامرات الدعسوقة والقط الأسود
ميراكولوس: قصص الفتاة الدعسوقة والقط الأسود أو (بالفرنسية: Miraculous، les aventures de Ladybug et Chat Noir) أو كما يعرف باسم ميراكولوس أو ميراكولوس الدعسوقة والقط الاسود، هو مسلسل تلفزيوني درامي كوميدي محرك حاسوبيًا  أنتجته عدة شركات مختلفة في عدة بلدان في فرنسا وكوريا الجنوبية واليابان، المسلسل من تأليف توماس أستروك وإنتاج جيرمي زاج وشركة زاج توون وتوي أنيميشن وإس اية إم جي أنميشن.
عرض لأول مرة في كوريا الجنوبية في 1 سبتمبر 2015 على قناة نظام البث التربوي، وعرض لاحقًا في فرنسا في 18 أكتوبر على قناة تي أف 1. عرض لأول مرة في الولايات المتحدة في 6 ديسمبر من نفس العام على قناة نكلودين، بينما عرض على قناة ديزني في المملكة المتحدة وجمهورية أيرلندا بداية من 30 يناير 2016، وعرض في الوطن العربي على قناة ديزني الشرق الأوسط بداية من منتصف يونيو 2016، كما عرض إيضًا باللغة العربية في أول شهر فبراير 2017 على قناة إم بي سي 3.
في 20 نوفمبر 2015 أعلن المنتج جيرمي زاج على عمله على موسمين أخرين للمسلسل من بعد الموسم الأول واللذان عرضا في نفس العام. في 20 ديسمبر من نفس العام أعلنت شركة زاج توون للرسوم المتحركة عن حصول شركة نتفليكس على حقوق البث عبر الأنترنت للمواسم الثلاث لميراكيلوس بالإضافة إلى الحلقة الخاصة بعيد الميلاد المفترض بثها في مايو 2017 باللغة الإنجليزية.

## القصة

### الموسم الأول
تدور القصة حول الفتاة مارينت ذات عمر السادسة عشر عامًا ابنة خبازين متواضعين من ضواحي فرنسا، وإدريان أغريست فتى الإستعراضات ابن «ملك الموضة» غابريل أغريست حيث يتحول كل منهما إلى شخصيته السرية الخفية عن عيون أهل باريس لصورتهم العادية عن طريق ما يعرف باسم الميراكولوس وهي جواهر متصلة بكائنات حية تدعى الكوامي، فتتحول مارينت إلى شخصيتها السرية الخارقة الدعسوقة وتأخذ صفات الكوامي الخاص بها تيكي بينما يتحول إدريان إلى شخصيته الخارقة القط الأسود عن طريق الكوامي الخاص به وهو بلاغ لكي يصدوا هجوم هوك موث وهو عدوهم الشرير الذي يحاول سرقة ميراكولوس الدعسوقة والقط الأسود.

### الموسم الثاني
سنكتشف أن "غابريل أغريست" والد "إدريان" هو "هوك موث" وأن "ناتالي" مساعدته تعرف من يكون، وستحاول "مارينت" التقرب أكثر من "إدريان" لكن "هوك موث" سيصبح أقوى هذه المرة فتقرر مارينت (الدعسوقة) أن تعطي ميراكولوس الثعلب "لآليا" لكي تسعدها في المهام الصعبة وهذه الميراكولوس تمنح قوة الأوهام، وسيكتشف "بلاغ" هوية "الدعسوقة" وستكتشف "تيكي" هوية "القط الأسود"، ثم سيكتشف المعلم "فو" طريقة لتعديل قوة الميراكولوس لكنه يفشل في صنع سائل القوة فتكتشف "مارينت" كل مكوناتها فتصنعها على شكل [ماكارون] ولكل قوة لون خاص بها كالماء والثلج والفضاء بينما سيذهب المعلم "فو" ويكشف هويته "لإدريان" ويعطيه جبن على شكل القوة التي صنعتها مارينت.
ثم تظهر والدة كلوي "أودري" التي غابت كل هذه السنين عن إبنتها
ونكتشف أن غابريل فعل كل هذا لأجل إيقاذ زوجته المختفية من الغيبوبة.

### الموسم الثالث
يبدأ الموسم بعودة ليلى إلى صف مارينت وستعود للكذب عليهم مجددا وتحاول كسب إهتمامهم وافتعال المشاكل، وستواجه مارينت ليلى وتعلن ليلى حربها على مارينت بأنها ستخسر أصدقائها وكل شيء، سيظهر جد مارينت من أبيها وهو يدعى رولاند وهو كان على خلاف مع إبنه توم والد مارينت ولكن هذا الخلاف سيتم إصلاحه وسيعود رولاند إلى عائلته.
سيتبين أن للمعلم فو حبيبة تدعى ماريان وأنهما قد إفترقا منذ وقت طويل ولكنهما سيجتمعان مجددا.
ستساعد ناتالي غابريل في خططه هذه المرة وستتحول إلى مايورا من جديد.

### الموسم الرابع
يقوم غابريل بإصلاح ميراكولوس الطاووس ويدمجه مع ميراكولوس الفراشة فيصبح إسمه شادو موث أما ناتالي فتبقى في الفراش كونها قد ضعفت بسبب الميراكولوس المكسورة، وفي هذه الأثناء مارينت الآن هي حارسة صندوق الميراكولوس مما يفرض عليها مسؤولية كبيرة، وسيفترق لوكا عن مارينت كما يتبين أن والد لوكا وجوليكا هو جاغد ستون، وستفترق كاغامي أيضا عن إدريان، وستصبح الدعسوقة أقل إهتماما بالقط الأسود.
ستصبح مارينت حزينة بسبب مسؤولياتها الكثيرة وستضطر إلى الإبتعاد عن كل أصدقائها، ثم ستحدث صدمة بعد أن تخبر مارينت صديقتها المفضلة آليا أنها هي الدعسوقة وحارسة الميراكولوس، وستساعد آليا مارينت كثيرا في حياتها البطولية كونها ليست رينا روج فقط بل مساعدة الدعسوقة الجديدة، وبعدها ستكتشف الدعسوقة ورينا روج طريقة جديدة لمنع إصابة الناس بالأكوما وهذه الطريقة هي صنع الدعسوقة لتمائم سحرية يحملها الناس كي تحميهم من هجمات شادو موث.

### الموسم الخامس
الموسم الخامس هو تكملة لأحداث الموسم الرابع ليست مارينيت الدعسوقة، البطلة الخارقة التي تحمي باريس من هجوم الأشرار فقط، ولكنها الآن مسؤولة على المعجزة , هذا يعني أنها لا تحتاج فقط لإخفاء هويتها ، ولكن أيضًا وجود هذه المخلوقات السحرية ” كوامي ” , مارينيت لديها الكثير من الضغط ، ناهيك عن مدرستها وحياتها , الآن لديها وقت وفرص أقل لتخبر أدريان بمشاعرها و يتعين على مارينيت الآن مضاعفة جهودها لحماية أسرارها وسيتعين على الدعسوقة أن تصبح أقوى لمواجهة خصم لا يقهر: شادو موث ، الذي يمكنه الآن دمج ميراكولوس الفراشة و ميراكولوس الطاووس! لحسن الحظ ، يمكن لـ الدعسوقة الاعتماد على القط الأسود وحلفائها الأبطال الخارقين الجدد
الموسم الخامس
تمكن شادوموث من سرقة الميراكلوس من الدعسوقة في آخر حلقة الموسم الرابع بسبب الحب وذلك بظن الدعسوقة ان ايدريان خارج باريس لكن لا, فقد كان فيليكس فظنت انه ايدريان لأنه سافر بأمر من والده فلم يصبه الشرير فاعطت له ميراكلوس الكلب التي تمكنه بلمسة واحدة بكرته ان يحظر اي شيء لمسته بسرعة ومن اي مكان انتقلو الي الماضي ولمس الشيء المسحور بكرته وهزمو الشرير و لا فيلكس الخبيث لمس يويو الدعسوقة بكرته التي هو بوابة صندوق الميراكلوس وهذا فقط لاجل ميراكيلوس الطاووس التي يمكن لها صنع وحوش المشاعر جلب اليويو و اعطاها لشادوموث الذي هو غابريل اغريست وهذا بمساعدة الشرير التي كانت قواه هي جعل الناس يخاطرون فلقد كان بسبه والمفاجئة هي تشجيع سكان باريس الدعسوقة رغم الخطأ الفادح الذي ارتكبته.
بداية الموسم الخامس
اصبح شادوموث قويا لامتلاكه قوة 15 ميراكيلوس فقد اصبح مونارك وقد استخدم ميراكلوس الوقت التي تعد من اخطر الميراكلوس لذا يجب عدم العبث بالماضي وعدم رؤية المستقبل كما طارد القط الاسود و الدعسوقة مونارك في الزمن بمساعدة بانيكس المستقبلية التي جمدها مونارك بقوة النحل فاستخدم القط الاسود ميراكلوس الأرنب واصبح الأرنب الاسود و أخترع الألنيس وهو وسيلة لنقل قوة الميراكلوس وبعد أن أصيب بالقططية في حلقة الدمار لم يعد لديه الكثير من الوقت وأصبح ينقل قوة الميراكلوس إلى المصابين بالأكومة وبعدها يعرف هوية الدعسوقة ويهزمها ويأخذ منها ميراكلوس الدعسوقة و القط الأسود وفعل القوة المطلقة و عالج ناتالي و أعاد إيميلي و أختفى هو وبعدها تستعيد الدعسوقة جميع الميراكلوس ويسقط ميراكلوس الفراشة بين براثن ليلي أو سوريس

## الشخصيات
- مارينيت دوبان تشانغ: الدعسوقة/السيدة السوداء/مولتي ماوس/مولتي فوكس/مولتي نوار/مولتي باغ/دراغون باغ/السيدة النحلة/بيغا باغ/بيني باغ: فتاة في عمر الرابعة عشرة، وابنة خبازان يصنعان أفضل خبز في باريس، تحب مارينت التصميم والابتكار، وتتميز بروح مرحة، صديقتها المفضلة هي زميلتها في الصف وتدعى أليا.
- إدريان أغريست: القط الأسود/الدعسوق/اسبيك/سنيك نوار/الارنب الاسود: هو ابن مصمم الملابس الشهير غابريل أغريست، كما أنه عارض أزياء ويظهر على أغلفة المجلات، ويمارس المبارزة وهو هادئ الطبع وحنون القلب، والدته ميتة، ووالده يعامله بقسوة نوعا ما، وكان يمنعه من الذهاب إلى المدرسة في بادئ الأمر ولكنه سمح له في النهاية بالذهاب إلى المدرسة لخلق صداقات. صديقه المفضل هو نينو.
- أليا سيزار: رينا روج/رينا فورتف/سكارابيلا: هي صديقة مارينات المفضلة وزميلتها في الفصل، وهي فتاة شجاعة وجريئة، ومعجبة بالدعسوقة والقط الأسود أشد الإعجاب، وحلمها هو كشف هوية الدعسوقة والذي كان سببا في تحولها إلى ليدي وايفاي، محاولة كشف هوية الدعسوقة بكل الوسائل جاهلة أنها صديقتها المفضلة مارينات.و أصبحت تحب نينو منذ حلقة انيمان من الموسم 1.
- كلوي بورجوا: ملكة النحل: هي ابنة العمدة اندريه بورجوا وهي عدوة مارينات اللدودة وهي معجبة بالدعسوقة وتحب إدريان كما أنها مغرورة لا تحب إلا نفسها. تظهر كلوي بقميص قصير الأكمام لونه أصفر مفتوح ليبرز من تحته قميصا مخطط بالأبيض والأسود ونظارة شمس فوق رأسها.
- نينو لاهيف: كارابيس: هو صديق ادرين المفضل كما انه ديجي محترف، ويحب اليا وهما متفاهمان جدا. اصيب بالأكوما في الحلقة 2 الموسم 1 ليكون بابلر.سيحصل على ميراكيلوس السلحفاة لانه سيحصل على الميراكيلوس الخاص به وسيصبح كاغباس في الحلقة 21 من الموسم 2 .
- المعلم فو: حارس الميراكلس/جاد ترتل:هو الحارس الأكبر عمره 106 سنة كما انه الشخص الذي اعطى لمارينت وإدريان الميراكلس الخاصين بهما. يظهر في الحلقة 24 وقد دخلت عليه مارينيت لكي تعطيه الكتاب الخاص بالميراكولوس.
- المعلم سوهان : الحارس الاكبر للميراكلس : هو الحارس السمواي والاكبر لصندوق الميراكلس الام , ظهر في الحلقة 6 من الموسم 4 وقد جاء لمارينيت ليأخذ صندوق الميراكلس منها.
- فيليكس فاثوم : ارجوس :هو ابن خالة ادريان ويعرف هوية غابريل ويريد ميراكلس الطاووس بشدة وامه هي املي خالة ادريان واخت ايميلي ,وظهر فيليكس لأول مرة في حلقة فيليكس وعرف هوية الدعسوقة هو وكاجامي تسوروجي في الحلقة 12 من الموسم 5 , وتحول لارجوس لاول مرة في الحلقة 18 من الموسم 5 , وهو يحب كاغامي تسوروجي .
- غابريل أغريست : هوك موث/شادو موث/مونارك/المجمع : هو والد أدريان أغريست وحامل ميراكلوس الفراشة و ميراكلوس الطاووس في الموسم الرابع وامتلك وهو الوحيد الذي أرتدى جميع الميراكلوس بلا أستثناء وأستعمل القوة المطلقة عرف هوية الدعسوقة في الحلقة 25 من الموسم الخامس وهو أشهر مصمم أزياء في باريس .
- ناتالي : مايورا/ كاتاليست : مساعدة جابريال و حاملة ميراكلوس الطاووس سابقا تعرف هوية جابريال استعملت ميراكلوس الطاووس للمرة الأولى في الحلقة الأخيرة من الموسم الثاني للإنقاذ جابريال ثم مرضت لأنها استعملت ميراكلوس الطاووس المكسور .

## الكوامي
هم اشكال من الطاقة على شكل كائنات حية لها نفس البنية مع اختلافات بسيطة ولكل كوامي لون خاص وميراكلوس خاص وبدوه سيكون الميراكلوس مجرد حلي ويعيشون في عالم خاص محتوى داخل صندوق الميراكلوس القديم وإذا تمت رؤية أي من الكوامي فسوف يسلب الميراكولوس من صاحبه
و كل الكوامي يستطيعون التنقل بين الجدران ولا يمكن تصويرهم او رؤيتهم عبر كاميرات المراقبه ابدا.
- تيكي: هي الكوامي الخاص بي مارينت. جملتها السرية هي (وقت النقاط) وهي حكيمة ومرحة وتحب مساعدة مارينت وهما اعز الاصدقاء لها جسم أحمر وبقع سوداء في جبهتها وخديها وقرنا إستشعار يمكن لتكي منح حاملها القوة للتحول إلى بطل خارق وتعطيه قوة تعويذة الحظ التي تصنع أي شيء يساعده في إتمام المهمة .
- بلاغ: هو صديق ادرين وسنده في حياته القاسية وهو مرح ومشاغب. كلمة سره هي (مخالب) ورغم كل شيء فهو مجنون بحب الجبن واعز الأشياء له هو الجبن القديم ويستطيع استعمال القططية كما انه خطير جدا ففي حلقة ملكة الاناقة شق الأرض بنفخة واحدة واحيانا ما يكون حساسا واحيانا ينزعج حين يرى ادريان يتكلم عن الحب والمشاعر ....
- تريكس: هذا الكوامي مجهول الجنس فهو ذكر في النسخة الفرنسية وانثى في النسخة الإنجليزية والعربية، تحب دعم الأخرين نفسيا وتفهم الأخرين من نبرة صوتهم أو مواضيع حديثهم كلمة سرها هي (لننقض/فلنهاجم) وتحب مشاركة افكارها مع اليا. في الحلقة 12 من الموسم 2 أعطت الدعسوقة ميراكولوس الثعلب لآليا مؤقتا واستعملته لأول مرة لتصبح رينا روج وفي الحلقة 13 من الموسم 4 التي كانت تحت اسم أوبتيغامي أعطت مارينات الميراكولوس لآليا والآن تريكس يعيش مع آليا حاليا .
- بولين: هي كوامي تحترم الجميع وتحب الرقي وان تكون راقية في كل ما تفعل ولكن أيضا وتعد مخلوق أصفر يبلغ طولها 10 سنتيمترات. ذات ثلاثة خطوط منحنية تلتف حول رأسها، وكل شريط يصبح أصغر بحيث يصعد على جبهتها. ولديها ذيل النحلة الصغير، المرئي في الخلف مخطط أيضًا. إن قرون استشعارها وذراعيها وأرجلها سوداء، بينما عينيها ذهبيتان بلون وصلبة عينها زرقاء اللون. لديها صف من الأسنان العلوية البيضاء ولديها رموش سوداء. توجد خصلة صغيرة صفراء خفيفة أسفل رأسها وحول عنقها، مع وجود منطقة صغيرة تصل إلى بطنها حلها كحال تريكس وقوتها هي شل حركة الخصم استعملتها كلوي لأول مرة في الحلقة 19 من الموسم 2 التي كان تحت اسم ملكة الدبابير لتصبح ملكة النحل وفي الحلقة 8 من الموسم 4 التي كانت تحت اسم كوين بانانا استعملتها زوي لتصبح فيسبيريا وكلمة سرها هي (الطنين).[11]

- وييز: هو الكوامي الخاص بكلى من نينو والمعلم فو قبل أن يفقد ذاكرته، هو احكم الكوامي ويستطيع الإحساس بالطاقة السلبية والإجابية وأكثر ما يحبه هو اليوغا يمنح صاحبه قوة الحماية عن طريق صنع درع وفي الحلقة 21 من الموسم 2 التي كانت تحت اسم أنانسي إستعمله نينو لأول مرة ليصبح كارابيس وفي الحلقة 24 من الموسم 3 التي كانت تحت اسم عارت هانتر أستعمله المعلم فو لأول مرة حتى يستطيع مواجهة هوك موث ومايورا .كلمة السر خاصته هي (القوقعة)
- نورو: هو الكوامي الخاص بهوك موث ويساعده رغما عن نفسه لأن الميراكولوس وجد للخير لا للشر ويعامله هوك موث معاملة الخادم ويطيعه دوما دون أي معارضة لكونه سيده وقوته هي منح صاحبه القوة ليصيب الأشخاص بالأكومة. كلمة السر خاصته هي (أجنحة الظلام ترتفع).
- دوسو: وهي الكوامي الخاص بميراكولوس الطاووس وهي كوامي باللون الأزرق الداكن ولها ذيل نكون من ريشات الطاووس ولها بقعة وردية على جبهتها وريشات صغيرة على رأسها . ولكونها كوامي يمكنه أن تطير وتنتقل عبر الأجسام الصلبة. يمكنها أيضًا حمل اجسام أثقل منها. وهي تعطي لحاملها القوة على التحول لبطل خارق وقوتها هي أنها تمكن حاملها من صنع وحوش مشاعر بواسطة ريشة سحرية تسمى الأموك .و إستعملها المعلم فو لما كان صغيرا ليصنع وحش مشاعر يحضر له الطعام واستعملته ناتالي الأول مرة في الحلقة 25 من الموسم 2 التي كانت تحت اسم مايورا لتتحول إلى مايورا ولكن بما ان ميراكولوس الطاووس مكسور فهو يسبب أضرار لحامله ولهذا لم تعد ناتالي تستعمله وبعد ان وجد غابريل طريقة لإصلاحه قام بدمجه مع ميراكولوس الفراشة ليصبح شادو موث ثم استبدل جابريال ميراكولوس الطاووس مع فيليكس مقابل جميع الميراكولوس الأخرى و استعمله فيليكس لأول مرة في الحلقة 18 من الموسم 5 التي كانت تحت اسم مشاعر ليتحول إلى آرغوس. على نستخدمها ان يقول الكلمة السرية (أنشر ريشي)
- لونغ : هو الكوامي الخاص بميراكولوس التنين وهو كوامي لونه أحمر مع أربعة قرون سوداء على جبينه: قرن أسود على كل جانب من وجهه، وقرون حمراء من الجزء العلوي الخلفي من رأسه ذات اللوالب السوداء. بالإضافة إلى ذلك، لديه عيون ذهبية، وشارب على كل خد بجانب فمه، واثنين من المسامير السوداء الصغيرة في أسفل الظهر، وذيل طويل ذو ثلاث اطراف سوداء مدببة في نهايته ظهر لأول مرة في الحلقة 23 من الموسم 2 التي كانت تحت اسم فتى الرمل واستعملته كغامي لأول مرة في الحلقة 18 من الموسم 3 التي كانت تحت اسم إكاري جوزن لتتحول إلي ريوكو وقام بمنحها ثلاثة قوي الماء أو البرق أو الرياح وعلى مستخدمه قول الكلمة السرية (احضر العاصفة).[12]

- بارك  : هو الكوامي الخاص بميراكولوس الكلب وهو كوامي بني فاتح ذوعلامة بيضاء حول فمه، وبين عينيه وعلى صدره. لديه عيون رمادية وآذان متدلية وشعر على جبينه ولسان وردي. لديه أيضا ذيل ذو منحنيات صعودا ظهر لأول مرة في الحلقة 23 من الموسم 2 التي كانت تحت اسم فتى الرمل ولديه القوة علي حمل الاشياء الثقيلة وهو كوامي عديم الجنس فلقد ظهر بصوت ذكوري في النسخة الاصلية وبصوت انثوي في الدبلجة الإنجليزية.لبارك القدرة على تحويل صاحبه إلى بطل خارق و إعطائه قدرة جلب و احضار أي شيء لمسته كرته .إستعملته سابرينا لأول مرة في الحلقة 24 من الموسم 4 التي كانت تحت إسم فريق بنالتي لاتحول إلى ميسي هاوند و إستعمله فيليكس في الحلقة 26 من الموسم 4 التي كانت تحت إسم سترايك باك (هجوم شادو موث الأخير - الجزء 2) ليتحول إلى فلارميدابل و استعملته آليكس في الحلقة 1 من الموسم 5 التي كانت تحت إسم تطور لتتحول إلى كاني غيرل. و كلمته السرية هي (إلى الصيد).[13]

- ديزي : هو الكوامي الخاص بميراكولوس الخنزير وهو كوامي وردي فاتح وعلامة سوداء كبيرة حول عينه اليسرى. لديه عيون وردية، وقرنا استشعار ورديا اللون في أعلى رأسه، وآذان تشبه الخنازير المرنة، وانف الخنزير، وذيل ملتوي مثل ذيل الخنزير ظهر لأول مرة في حلقة 23 من الموسم 2 التي كانت تحت اسم فتى الرمل ومثل كل الكوامي لديه القوة علي الطيران وحمل الاشياء الأثقل منه والعبور عبر الاشياء وهو كوامي عديم الجنس فلقد ظهر بصوت ذكوري في النسخة الاصلية وبصوت انثوي في الدبلجتين الاسبانية (اللاتينية) والبرتغالية (البرازيلية) واستعملته روز لأول مرة في الحلقة 11 من الموسم 4 التي كانت تحت اسم الذنب لتتحول إلى بيغيلا وقوته هو الهدية وكلمته السرية هي (إبتهاج).[14]

- ساس: هو الكوامي الخاص بميراكولوس الثعبان وهو كوامي يبلغ طوله 10 سم (أو 4 بوصات)، وهو أخضر اللون قريب من لون البحر، وله رأس عريض مثلث يشبه الكوبرا. عيناه صفراء مع تلميذان أسودان ضيقان، وفمه له اثنين من الأنياب المدببة ولديه لسان متشعب بلون أخضر البحر. بالإضافة إلى ذلك، لديه ذيل طويل، ومن أعلى رأسه وأسفل ظهره إلى طرف ذيله، لديه نمط خط الماس الأسود وظهر لأول مرة في حلقة 23 من الموسم 2 التي كانت تحت اسم فتى الرمل ومثل كل الكوامي لديه القوة علي الطيران وحمل الاشياء الأثقل منه والعبور عبر الاشياء وهو كوامي ذكوري فصوته في النسخة الإنجليزية ام عن قواه المميزة هي اعطاء صاحبه الفرصة الثانية . بفضل قوته، يستطيع مرتدي ميراكولوس الافعي استخدامها للتحول إلى بطل خارق ويقول مستخدمه الكلمة السرية (القشور تنزلق) واستخدمه لوكا لأول مرة في الحلقة 11 من الموسم 3 التي كانت تحت اسم ديسبيرادا ليتحول إلي فايبرون .[15]

- مولو: هي الكوامي الخاصة بميراكولوس الفأر يبلغ طولها 10 سم (أو 4 بوصات) هي ذات لون رمادي فاتح بهيكل صغير ولديها اثنين من الشعيرات وذيل رفيع. ذات عيون وردية وآذان رمادية من الخارج ووردية من الداخل. يمكن أن لمولو أن تطير مثل كافة الكوامي ولديها القدرة علي ان ترفع وتنتقل عبر الأجسام الصلبة. يمكنها أيضًا حمل كائنات أكبر منها وبالأضافة إلي ذلك بفضل قواها يستطيع مرتدي ميراكولوس الفأر التحول إلي بطل خارق وتعطي مستخدمها القوة علي التحول لنسخ متعددة بشكل أصغر واستخدمته مارينيت لتتحول إلي مالتي ماوس في الحلقة 14 من الموسم 3 التي كان تحت اسم كوامي باستر حتى أستطيع انقاذ تيكي وفي الحلقة 10 من الموسم 4 والتي كانت تحت اسم ميغا ليتش أعطت الدعسوقة ميراكولوس الفأر لميلان حتى تصبح بولي ماوس. وكلمته السرية (إبدا الصياح/لننطلق) . [16]

- فلوفّ: هو الكوامي الخاص بميراكولوس الأرنب يبلغ طوله 10 سم (أو 4 بوصات) وله جسم أبيض وعنق وذراعيه وساقيه بيضاء اللون ورأسه مستدير أبيضو له شارب أرنب ابيض وذيل دائري رقيق. لديها ظلال عيون وردية شاحبة على الجفون العليا والرموش وعيونه زرقاء. ولديه آذان بيضاء طويلة في الخارج وزرقاء فاتحة من الداخل .و لديه أيضا زوج من الأسنان الأمامية العليا مع وجود فجوة بينهما علي غرار شكل الأرنب . ولكونه كوامي يمكنه أن يطير وينتقل عبر الأجسام الصلبة. يمكنه أيضًا حمل اجسام أثقل منه. ولفلوف القدرة على تحويل حامل ميراكولوس الارنب إلي بطل خارق ويعطي مستخدمه قدرة الانتقال عبر الزمن واستخدمته أليكس المستقبلية لتتحول إلي بونيكس في الحلقة 19 من الموسم 4 التي كانت تحت اسم تايم تاغر وهو كوامي عديم الجنس فلقد ظهر في النسخة الفرنسية الأصلية بصوت أنثوي وفي الدبلجة البرتغالية (البرزيلية) بصوت ذكوري وفي الدبلجة البولندية بصوت أنثوي ظهر لأول مرة في حلقة 23 من الموسم 2 التي كانت تحت اسم فتى الرمل. وكلمته السرية (عقارب الساعة) [17]

- كالكي: وهي الكوامي الخاص بميراكولوس الحصان يبلغ طولها 10 سم (أو 4 بوصات) لها جسم بني وعلامة بيضاء حول فمها وبطنها ولها خصلة شعر بيضاء وذيل أبيض ولها أذان طويلة مثل الحصان بنية من الخارج وبيضاء من الداخل وعيون خضراء . ولكونها كوامي يمكنها أن تطير وتنتقل عبر الأجسام الصلبة. يمكنها أيضًا حمل اجسام أثقل منها. ولكالكي القدرة على تحويل حاملها إلى بطل خارق وتعطيه قدرة النقل الفضائي حيث يمكنه فتح بوابات تنقله لأي مكان في العالم واستخدمها ماكس الأول مرة في الحلقة 13 من الموسم 3 التي كانت تحت اسم ستار ترين ليتحول إلى بيغاسوس .ظهرت لأول مرة في حلقة 23 من الموسم 2 التي كانت تحت اسم فتى الرمل. وكلمتها السرية (رقد حر)
- شوبو : هو الكوامي الخاص بميراكولوس القرد يبلغ طوله 10 سم (أو 4 بوصات) وله جسم بني فاتح اللون ووجهه باللون الاصفر وله أذان كأذان القرد باللون الاصفر له ذيل طويل وعيون بنية . ولكونه كوامي يمكنه أن يطير وينتقل عبر الأجسام الصلبة. يمكنه أيضًا حمل اجسام أثقل منه. ولشوبو القدرة على تحويل حامله إلى بطل خارق ويعطيه قدرة خارقة تسمح لحامله بتعطيل قوة خصمه واستخدمه كيم لأول مرة في الحلقة 20 من الموسم 3 التي كانت تحت اسم هادم الإحتلافات ليتحول إلى ملك القردة .ظهر لأول مرة في حلقة 23 من الموسم 2 التي كانت تحت اسم فتى الرمل. وكلمته السرية (وقت العرض).
- زيجي :هو الكوامي الخاص بميراكلس الماعز يبلغ طوله 6سينتيمرات وله جسم ابيض باطراف سوداء وقرون سوداء وعينواحدة باللون الاسود وعيونه سوداء .ولكونه كوامي يمكنه أن يطير وينتقل عبر الأجسام الصلبة. يمكنه أيضًا حمل اجسام أثقل منه.ولزيجي القدرة على تحويل حامله إلى بطل خارق ويعطيه قدرة خارقة تسمح لحامله بصنع اي شئ غير سحري واستخدمه ناثانيل لأول مرة في الحلقة 24 من الموسم 4 التي كانت تحت اسم فريق بينالتي ليتحول لكابريكيد . ظهر لأول مرة في حلقة 23 من الموسم 2 التي كانت تحت اسم فتى الرمل.
- ستومب : وهو الكوامي الخاص بميراكلس الثور يبلغ طوله 8 سنتيمترات وله جسم ازرق بالكامل وقرون زرقاء وعيون زرقاء .ولكونه كوامي يمكنه أن يطير وينتقل عبر الأجسام الصلبة. يمكنه أيضًا حمل اجسام أثقل منه.ولستومب القدرة على تحويل حامله إلى بطل خارق ويعطيه قدرة خارقة تسمح لحامله بمقاومة اي قوة خارجية كالقططية مثلا . استخدمه ايفن لأول مرة في الحلقة 24 من الموسم 4 التي كانت تحت اسم فريق بينالتي ليتحول لمينوتوروكس. ظهر لأول مرة في حلقة 23 من الموسم 2 التي كانت تحت اسم فتى الرمل.
- اوريكو : وهو الكوامي الخاص بميراكلس الديك يبلغ طوله 7سنتيمترات وله جسم برتقالي بالكامل وعرف برتقالي و ذيل برتقالي وعيون صفراء.ولكونه كوامي يمكنه أن يطير وينتقل عبر الأجسام الصلبة. يمكنه أيضًا حمل اجسام أثقل منه.ولاوريكو القدرة على تحويل حامله إلى بطل خارق ويعطيه قدرة خارقة تسمح لحامله بمنح نفسه اي قوة يريدها . استخدمه مارك لأول مرة في الحلقة 24 من الموسم 4 التي كانت تحت اسم فريق بينالتي ليتحول لروستر بولد. ظهر لأول مرة في حلقة 23 من الموسم 2 التي كانت تحت اسم فتى الرمل.

## قصة الميراكلوس
منذ زمن رجال الكهوف ظهرت 19 جوهرة سحرية كانت تعطي لحاملها قوى رهيبة وقوى الحيوان الذي يمثله. سميت هذه الجواهر الميراكلوس وسبعة منها كانت مميزة لدرجة ان اثنين منها هما قرط الدعسوقة (الحظ وقوى الحياة) وخاتم القط الأسود (قوى الدمار) إذا تحكم شخص بكليهما فسيحصل على قوى مطلقة تمكنه من محو الماضي وتغيير الواقع (قوى التمني) لكن بشرط التوازن الكوني :
مثلا لو كانت الأمنية ان يكون ربوت إنسان فهناك إنسان سيفقد إنسانيته أو ان يعود ميت للحياة فهناك من سيموت
و على مرّ الزمان استعملت الجواهر للخير وما فيه خير للإنسانية والعالم بكافة مخلوقاته.
في النهاية إنتهى الأمر بهذه الجواهر في معبد سري في النيبال في الهملايا حيث يتدرب أطفال منذ نعومة اظافرهم ليكونوا المختارين لحمل جوهرتهم الخاصة لكن المعُلّم فو عندما كان صغيراً كان جائع وأستخدم ميراكولوس الطاووس لصنع وحش مشاعر لكي يحضر له الطعام لكن وحش المشاعر خرج عن السيطرة وأراد ان يلتهم كل ما يجده ولهذا السبب دُمر المعبد ونتيجة ذلك اضاع مشبك الفراشة ومثبت الطاووس وكتاب الميراكلوس العظيم ليجدهم غابريل وزوجته في رحلته .

## قائمة الحلقات

### الموسم الأول
| رقم الحلقة | اسم الحلقة                                | الاسم الأصلي (قبل الترجمة)            |
| 1          | ستورمي ويذر                               | Stormy Weather                        |
| 2          | بابلر                                     | The Bubbler                           |
| 3          | كوبي كات                                  | Copycat                               |
| 4          | تايم بريكير                               | Timebreaker                           |
| 5          | الفرعون                                   | The Pharaoh                           |
| 6          | مستر بيجون                                | Mr. Pigeon                            |
| 7          | لادي وايفاي                               | Lady Wifi                             |
| 8          | ايفيلستراتور                              | The Evillustrator                     |
| 9          | روجركوب                                   | Rogercop                              |
| 10         | دارك كيوبيد                               | Dark Cupid                            |
| 11         | هوريفيكتور                                | Horrificator                          |
| 12         | فارس الظلام                               | Darkblade                             |
| 13         | الممثل                                    | The Mime                              |
| 14         | معلم الطبخ                                | kung Food                             |
| 15         | أميرة العطور                              | Princess Fragrance                    |
| 16         | جامير                                     | Gamer                                 |
| 17         | أنيمان                                    | Animan                                |
| 18         | بابتير                                    | The Puppeteer                         |
| 19         | سايمون يقول                               | Simon Says                            |
| 20         | بيكسيلاتور                                | Pixelator                             |
| 21         | ريفليكتا                                  | Reflekta                              |
| 22         | شرير الغيتار                              | Guitar villain                        |
| 23         | أنتي باغ                                  | Antibug                               |
| 24         | فولبينا                                   | Volpina                               |
| 25         | الدعسوقة و القط الأسود (الأصول - الجزء 1) | Ladybug & Cat Noir (Origins - Part 1) |
| 26         | ستون هارت (الأصول - الجزء 2)              | Stoneheart (Origins - Part 2)         |
| ---------- | ----------------------------------------- | ------------------------------------- |

### الموسم الثاني
| رقم الحلقة | اسم الحلقة                              | الاسم الأصلي (قبل الترجمة)            |
| 1          | المجمع                                  | The Collector                         |
| 2          | ملكة السّبق                              | Prime Queen                           |
| 3          | بائع المثلجات                           | Glaciator                             |
| 4          | دب الشّر                                 | Despair Bear                          |
| 5          | مثيرة الشّغب                             | Troublemaker                          |
| 6          | عملاق                                   | Gigantitan                            |
| 7          | إنتقام                                  | Riposte                               |
| 8          | بيفانا                                  | Befana                                |
| 9          | خوفنغايل                                | Frightningale                         |
| 10         | غوريزيلا                                | Gorizilla                             |
| 11         | روبوستوس                                | Robustus                              |
| 12         | سابوتيس                                 | Sapotis                               |
| 13         | البومة الجبارة                          | The Dark Owl                          |
| 14         | سايرن                                   | Syren                                 |
| 15         | زومبيزو                                 | Zombizou                              |
| 16         | كابتن هاردروك                           | Captain Hardrock                      |
| 17         | فروزر                                   | Frozer                                |
| 18         | ملكة الأناقة (معركة الملكات - الجزء 1)  | Style Queen (Queen’s Battle - Part 1) |
| 19         | ملكة الدّبابير (معركة الملكات - الجزء 2) | Queen Wasp (Queen’s Battle - Part 2)  |
| 20         | عاكس                                    | Reverser                              |
| 21         | أنانسي                                  | Anansi                                |
| 22         | ماليدكتيتور                             | Malediktator                          |
| 23         | فتى الرمل                               | Sandboy                               |
| 24         | كاتاليست (يوم الأبطال - الجزء 1)        | Catalyst (Heroes' Day - Part 1)       |
| 25         | مايورا (يوم الأبطال - الجزء 2)          | Mayura (Heroes' Day - Part 2)         |
| 26         | سانتا كلوز                              | Santa Claws                           |
| ---------- | --------------------------------------- | ------------------------------------- |

### الموسم الثالث
تم الإعلان عن بث الموسم الثالث باللغة العربية على قناة ديزني العربية مع دبلجة عربية في الرابع من نوفمبر 
| رقم الحلقة | اسم الحلقة                                     | الاسم الأصلي (قبل الترجمة)                            |
| 1          | حرباء                                          | Chameleon                                             |
| 2          | أنيمايسترو                                     | Animaestro                                            |
| 3          | بايكريكس                                       | Bakerix                                               |
| 4          | العائدة                                        | Backwarder                                            |
| 5          | ريفليكدول                                      | Reflekdoll                                            |
| 6          | ويرداد                                         | Weredad                                               |
| 7          | سايلنسر                                        | Silencer                                              |
| 8          | أوني تشان                                      | Oni-Chan                                              |
| 9          | ميراكولور                                      | Miraculer                                             |
| 10         | أوبليفيو                                       | Oblivio                                               |
| 11         | ديسبيرادا                                      | Desperada                                             |
| 12         | كريس ماستر                                     | Christmaster                                          |
| 13         | ستار تراين                                     | Startrain                                             |
| 14         | كوامي باستر                                    | Kwamibuster                                           |
| 15         | فيست                                           | Feast                                                 |
| 16         | غايمر 2.0                                      | Gamer 2.0                                             |
| 17         | جو عاصف 2                                      | Stormy weather 2                                      |
| 18         | إيكاري غوزن                                    | Ikari Gozen                                           |
| 19         | تايم تاغير                                     | Timetagger                                            |
| 20         | هادم الإحتفالات                                | Party Crasher                                         |
| 21         | البابيتير 2                                    | The Puppeteer 2                                       |
| 22         | القط الأبيض                                    | Cat Blanc                                             |
| 23         | فيليكس                                         | Félix                                                 |
| 24         | الدعسوقة                                       | Ladybug                                               |
| 25         | هارت هانتر (معركة الميراكولوس - الجزء 1)       | Heart Hunter (The Battle of the (Miraculous - Part 1  |
| 26         | ملكة الميراكولوس (معركة الميراكولوس - الجزء 2) | Miracle Queen (The Battle of the Miraculous - Part 2) |
| ---------- | ---------------------------------------------- | ----------------------------------------------------- |

### الموسم الرابع
| رقم الحلقة | اسم الحلقة                                  | الاسم الأصلي (قبل الترجمة)                       |
| 1          | تروث                                        | Truth                                            |
| 2          | لايز                                        | Lies                                             |
| 3          | عصابة الأسرار                               | Gang of Secrets                                  |
| 4          | مستر بيجون 72                               | Mr. pigeon 72                                    |
| 5          | سايكومدين                                   | Psycomedian                                      |
| 6          | فو الغاضب                                   | Furious Fu                                       |
| 7          | صول كراشر                                   | Sole Crusher                                     |
| 8          | كوين بانانا                                 | Queen Banana                                     |
| 9          | غابريل أغريست                               | Gabriel Agreste                                  |
| 10         | ميغا ليتش                                   | Mega leech                                       |
| 11         | الذنب                                       | Guiltrip                                         |
| 12         | كروكودويل                                   | Crocoduel                                        |
| 13         | أوبتيغامي                                   | Optigami                                         |
| 14         | سانتي بابلر                                 | Sentibubbler                                     |
| 15         | غلاساتور 2                                  | Glaciator 2                                      |
| 16         | هاك-سان                                     | Hack-San                                         |
| 17         | روكيتير                                     | Rocketear                                        |
| 18         | ويش مايكر                                   | Wishmaker                                        |
| 19         | سيمبلمان                                    | Simpleman                                        |
| 20         | شيلين                                       | Qilin                                            |
| 21         | العائلة العزيزة                             | Dearest Family                                   |
| 22         | إفيمرال                                     | Ephemeral                                        |
| 23         | كورو نيكو                                   | Kuro Neko                                        |
| 24         | فريق بنالتي                                 | Penalteam                                        |
| 25         | ريسك (هجوم شادو موث الاخير - الجزء 1)       | Risk (Shadow Moth's Final Attack - part 1)       |
| 26         | سترايك باك (هجوم شادو موث الاخير - الجزء 2) | Strikeback (Shadow moth's Final Attack - part 2) |
| ---------- | ------------------------------------------- | ------------------------------------------------ |

### الموسم الخامس
| رقم الحلقة | اسم الحلقة                           | الاسم الأصلي (قبل الترجمة)                 |
| 1          | تطور                                 | Evolution                                  |
| 2          | المضاعفة                             | Multiplication                             |
| 3          | دمار                                 | Destruction                                |
| 4          | الإبتهاج                             | Jubilation                                 |
| 5          | الوهم                                | Illusion                                   |
| 6          | العزم                                | Determination                              |
| 7          | الشغف                                | Passion                                    |
| 8          | لم الشمل                             | Reunion                                    |
| 9          | انسجام                               | Elation                                    |
| 10         | إنتقال (إختيار الكوامي - الجزء 1)    | Transmission (The kwamis' Choice - Part 1) |
| 11         | إنفجار (إختيار الكوامي - الجزء 2)    | Deflagration (The kwamis' Choice - Part 2) |
| 12         | الكمال                               | Perfection                                 |
| 13         | الهجرة                               | Migration                                  |
| 14         | السخرية                              | Derision                                   |
| 15         | الحدس                                | Intuition                                  |
| 16         | الحماية                              | Protection                                 |
| 17         | العشق                                | Adoration                                  |
| 18         | مشاعر                                | Emotion                                    |
| 19         | التفويض                              | Pretension                                 |
| 20         | الكشف                                | Revelation                                 |
| 21         | المواجهة                             | Confrontation                              |
| 22         | التواطؤ                              | Collusion                                  |
| 23         | ثورة                                 | Revolution                                 |
| 24         | التمثيل                              | Representation                             |
| 25         | التشابه (اليوم الاخير - الجزء 1)     | Conformation (The Last Day - Part 1)       |
| 26         | إعادة الخلق (اليوم الاخير - الجزء 2) | Re-creation (The Last Day - Part 2)        |
| 27         | الإجراء                              | Action                                     |
| ---------- | ------------------------------------ | ------------------------------------------ |

## النسخة العربية
نتيجة حصول شركة والت ديزني وقناة ديزني على حقوق البث في بعض المناطق المنتشرة حول العالم، قامت الشركة بإعداد نسخة مدبلجة له في عدة دول من ضمن حقوق بثها تضمنت النسخة العربية والتي عرضت لأول مرة على قناة ديزني الشرق الأوسط بداية من منتصف يونيو 2016، عرض إيضًا باللغة العربية في بدايات فبراير 2017 على قناة إم بي سي 3. كعادة أعمال ديزني المختلفة في هذا الوقت تم إرسال العمل ليتلقى دبلجته العربية في مصر.
تم إخراج الحوار على يد المخرجة الشابة ياسمين ياسر، وبإخراج غنائي لـزياد الشريف. تمت ترجمة الحوار على يد مترجم الحوار محمود عبد الناصر وفي حلقات لاحقة راما سمكري، وتمت كتابة الأشعار على يد الشاعر والكاتب ومعد النص عمرو حسني. تم الإشراف فنيًا على العمل على يد فرجيني أولسونس، وإبداعيًا على يد المشرف بوعلام لامين.
تمت أعمال التعريب الصوتي في ستوديوهات مصرية ميديا في مصر.

### الأداء الصوتي
- مارينت/الدعسوقة - أية حمزة (حوار)، نهى قيس (غناء)
- إدرين أغريست/القط الأسود - زياد الشريف
- آليا سيزار/رينا روج/رينا فورتف - سالي قنديل
- غابريل أغريست/هوك موث/شادو موث/مونارك - هشام الشاذلي (الموسم 1 - الموسم 2) - محمد اشرف (الموسم 2 - حتى الآن)
- تيكي - نهى قيس
- كلوي بورجوا/ملكة النحل - إيناس صبري - لوما صبري (الموسم 3 - حتى الآن)
- بلاج - وائل شاهين (الموسم 1 - الموسم 3) - شهاب إبراهيم (ميراكولوس نيويورك - حتى الآن)
- المعلم فو - هشام الشاذلي (الموسم 1 - الموسم 2) - محمد اشرف (الموسم 2 - حتى الآن)
- أليكس - نهى قيس (الموسم 2 - حتى الآن)
- روز لافيانت/بيغيلا -نهى قيس
- كيم/القرد الملك - أدهم سيد (الموسم 3 - حتى الآن)
- كاغامي تسوروغي/ريوكو -أميرة عامر(الموسم 3 - حتى الآن)
- لوكا كوفين/فايبريون -هشام هاني
- ليلى روسي -نهى قيس(الموسم 1) - دارين هاني(الموسم 2) -شروق الشريف(الموسم 3 - حتى الآن)
- مولو - نريمان نيازي
- زيغي - أدهم سيد
- فيليكس فاثوم - زياد الشريف
- زوي لي/فيسبيريا - نريمان نيازي
- تايلر - أية حمزة
- سانتا - سمير فهمي
- أحمد الرافعي
- تامر الكاشف
- رضوى شعير

## عالم ميراكولوس
| اسم الحلقة                                  | الاسم الأصلي (قبل الترجمة)                            |
| عالم ميراكولوس نيويورك : يونايتد هيروز      | Miraculous World New York : United Heroes             |
| عالم ميراكولوس شانغهاي : أسطورة لادي دراغون | Miraculous World Shanghai : the Legend of Lady Dragon |
| ------------------------------------------- | ----------------------------------------------------- |

## وصلات خارجية
- ميراكيلوس: الدعسوقة والقط الأسود على موقع IMDb (الإنجليزية)
- ميراكيلوس: الدعسوقة والقط الأسود على موقع روتن توميتوز (الإنجليزية)
- ميراكيلوس: الدعسوقة والقط الأسود على موقع نتفليكس (الإنجليزية)
- ميراكيلوس: الدعسوقة والقط الأسود على موقع فيلمافينيتي (الإسبانية)
- ميراكيلوس: الدعسوقة والقط الأسود على موقع كينوبويسك (الروسية)
- ميراكيلوس: الدعسوقة والقط الأسود على موقع ألو سيني (الفرنسية)
- ميراكيلوس: الدعسوقة والقط الأسود على موقع قاعدة بيانات الفيلم (الإنجليزية)
- الموقع الرسمي
- ميراكيلوس على إحدى المواقع الألمانية
- المسلسل على موقع تي إف 1